# Ibenkuppe
Koordinaten: 51° 18′ 9″ N, 10° 11′ 40″ O

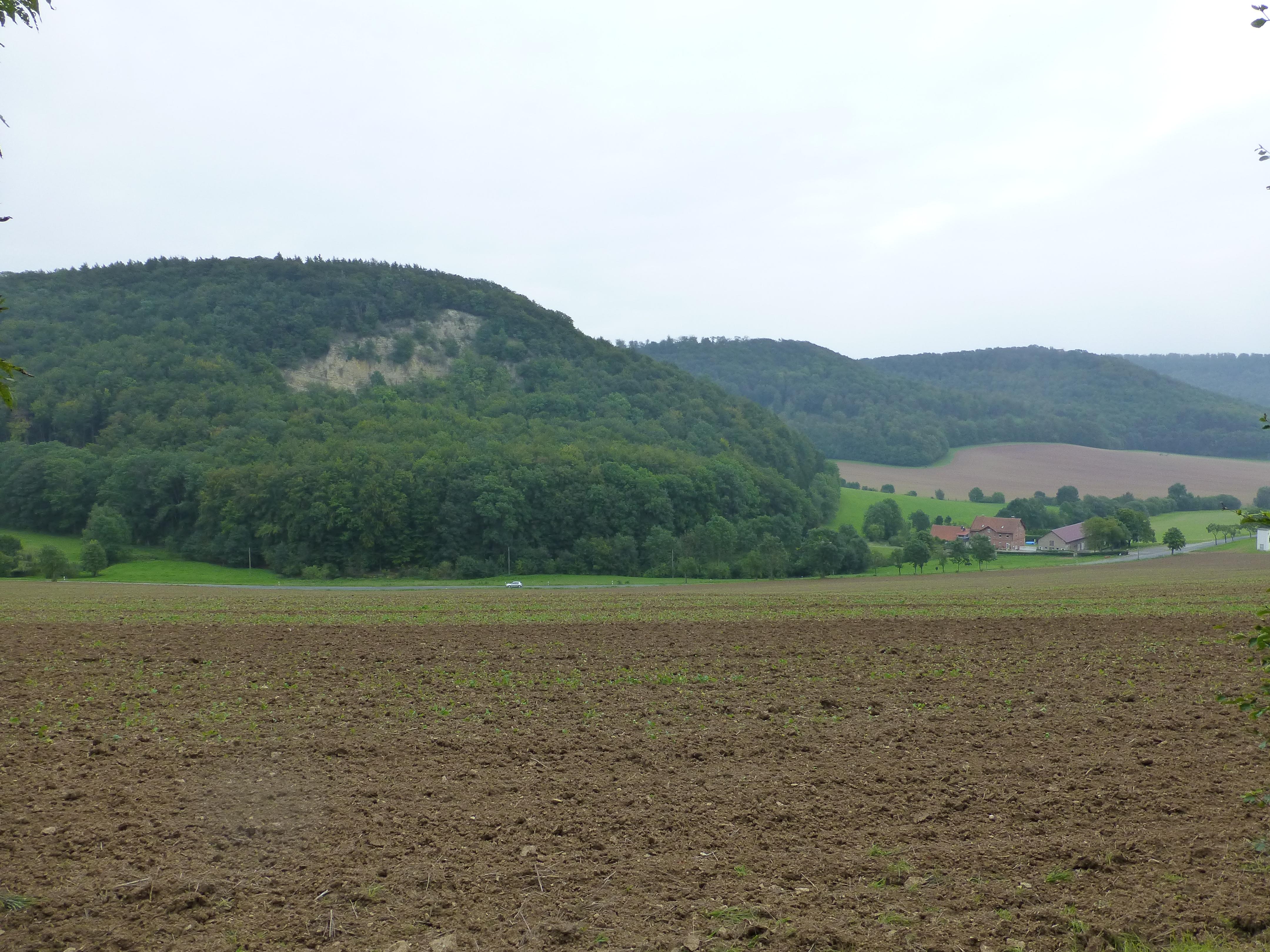
Naturschutzgebiet Ibenkuppe (September 2014)

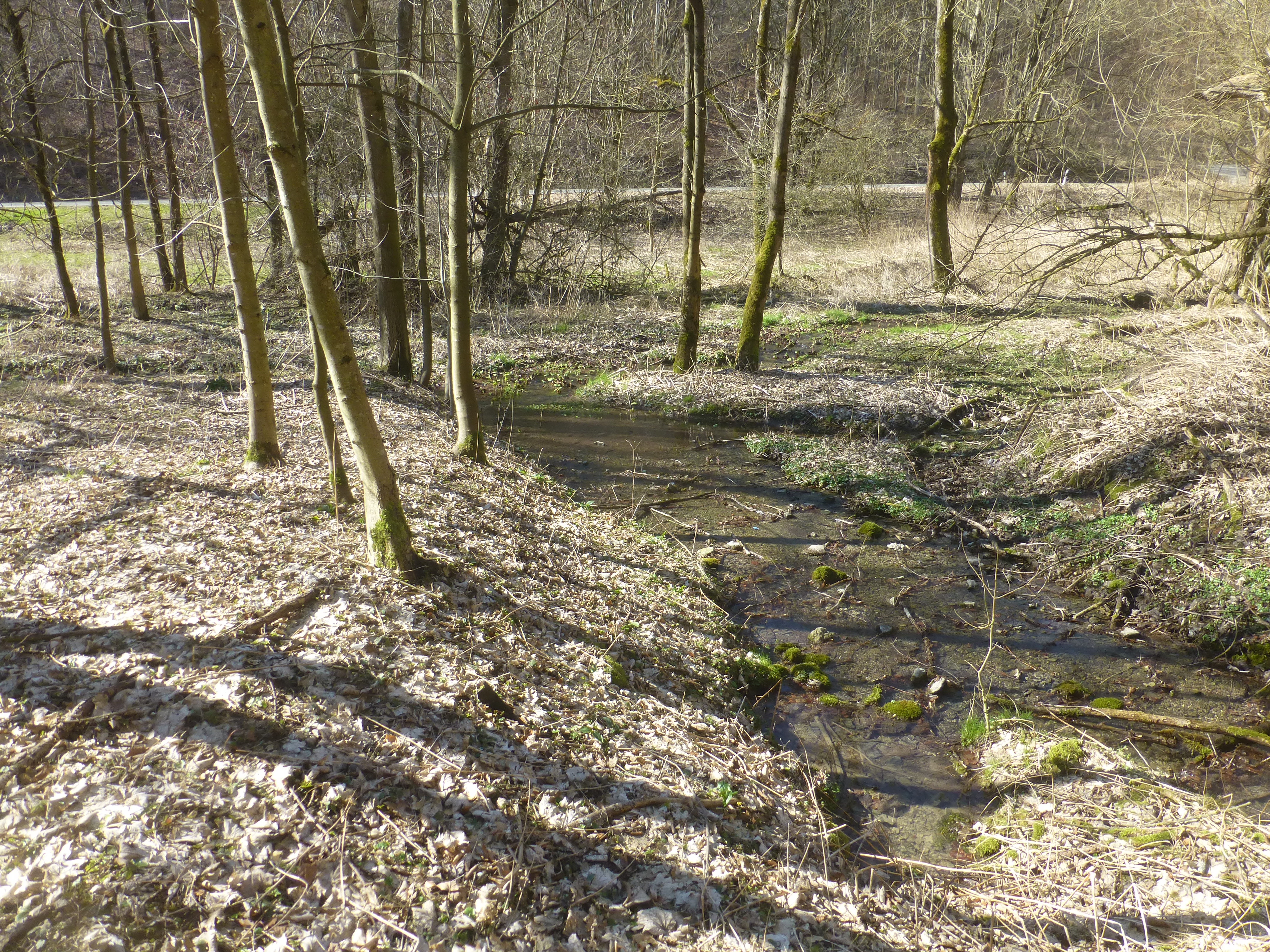
Im Talgrund der Rosoppe

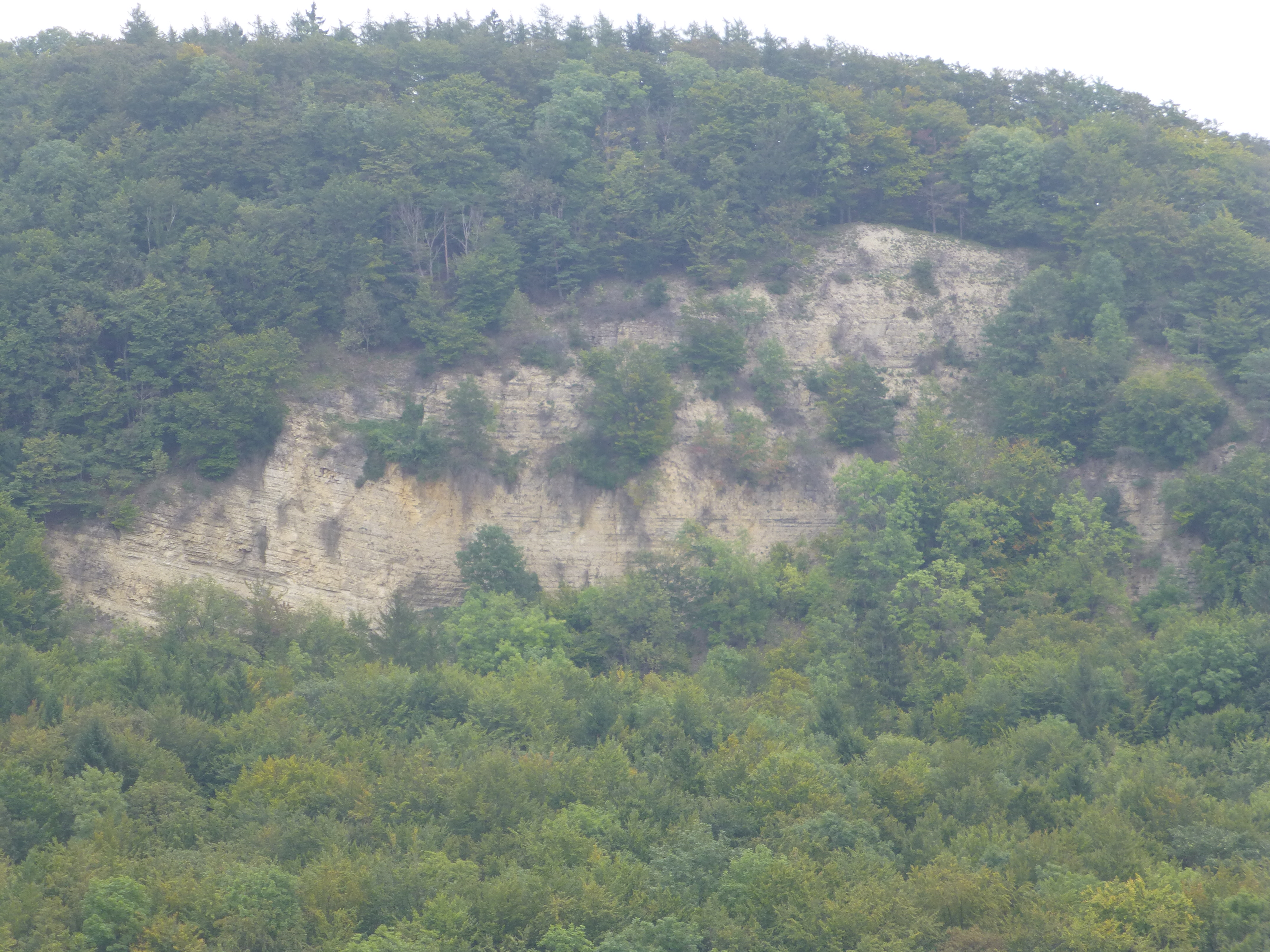
Die Abrißwand an der Ibenkuppe

Das Naturschutzgebiet Ibenkuppe liegt im Landkreis Eichsfeld in Thüringen.

## Geographie

### Ibenkuppe
Südlich von Flinsberg, einem Ortsteil der Kreisstadt Heilbad Heiligenstadt, und nordöstlich von Martinfeld, einem Ortsteil der Gemeinde Schimberg befindet sich der gleichnamige Bergsporn (450 m) an der westlichen Abbruchkante der Obereichsfelder Muschelkalkhöhe (bis ca. 500 m am Keffer). Durch die Erosionstäler der Rosoppe und seiner kleinen Zuflüsse im Norden und Süden fallen die Hänge der Bergkuppe extrem steil nach Westen, Süden und Südosten ab. Diese geologische Grundlage der Schichtstufe besteht aus Wellenkalk und im Gipfelbereich aus Mittleren Muschelkalk. Am westlichen Steilhang gibt es einen geologisch-geomorphologisch markanten Bergsturz mit massiven Schuttablagerungen. Der oberste Bereich der Abrißwand liegt dabei einige Meter tiefer als der Trauf.
Die Steilhänge des Berges sind komplett bewaldet, nur auf dem Plateauabschnitt beginnt die landwirtschaftlich genutzte Bereich hin zur Eichsfelder Höhe.  Am westlichen Rand des Gebietes verläuft die Landesstraße L 1007, nördlich die  L 1006, etwas weiter südlich die Kreisstraße K 230 und südwestlich die L 2022.  
Unterhalb der Ibenkuppe befindet sich der Einzelhof Ascherode als Rest einer mittelalterlichen Ansiedlung. Die dazugehörige Ascheröder Mühle wurde 1975 abgerissen. Der Name Ibenkuppe leitet sich von der in dieser Gegend häufig vorkommenden Eibe ab.

### Naturräumliche Zuordnung
Nach der naturräumlichen Gliederung Deutschlands, die auf der Geografischen Landesaufnahme des Instituts für Landeskunde Bad Godesberg basiert, gehört der Berg mit dem Schutzgebiet zum 483.20 Kalteneberer Stufenrandbereich (483.20) innerhalb des Westlichen Obereichsfeldes (483.2) als Teil der Nordwestlichen Randplatten des Thüringer Beckens (483).  
Alternativ wird der Berg nach der naturräumlichen Gliederung Deutschlands des Bundesamtes für Naturschutz (BfN) der naturräumlichen Haupteinheit „Thüringer Becken und Randplatten“ zugeordnet. Die Naturräumliche Gliederung der TLUG ordnet das Gebiet dem Bereich "Werrabergland-Hörselberge" zu. 

### Lage des Schutzgebietes
Das Naturschutzgebiet erstreckt sich entlang der steilen und bewaldeten Schichtstufe der Ibenkuppe bis ins Tal der Rosoppe und seines südlichen Talabschnittes. Im Rosoppetal finden sich bis an die Landesstraße 1007 noch als Weideland genutzte Teile des Schutzgebietes. Am äußerten nordwestlichen Rand fließt die Rosoppe durch das Gebiet.

## Bedeutung
Das rund 29,2  ha große Gebiet mit der Kennung 66 wurde im Jahr 1997 unter Naturschutz gestellt. 